# Huejutla de Reyes
Huejutla de Reyes är en ort i Mexiko.   Den ligger i kommunen Huejutla de Reyes och delstaten Hidalgo, i den sydöstra delen av landet, 200 km norr om huvudstaden Mexico City. Huejutla de Reyes ligger 152 meter över havet och antalet invånare är 40 015.
Terrängen runt Huejutla de Reyes är kuperad åt sydväst, men åt nordost är den platt. Runt Huejutla de Reyes är det ganska tätbefolkat, med 199 invånare per kvadratkilometer. Huejutla de Reyes är det största samhället i trakten. Omgivningarna runt Huejutla de Reyes är en mosaik av jordbruksmark och naturlig växtlighet.